# Amtsgericht Baumholder
Das Amtsgericht Baumholder war ein deutsches Amtsgericht mit Sitz in Baumholder.

## Geschichte
Seit der Franzosenzeit bestand in Baumholder das Friedensgericht Baumholder als Eingangsgericht. Im Rahmen der Reichsjustizgesetze wurden 1879 einheitlich im Reich Amtsgerichte, darunter das königlich preußische Amtsgericht Baumholder als eines von 14 Amtsgerichten im Bezirk des Landgerichtes Saarbrücken im Bezirk des Oberlandesgerichtes Köln gebildet. Der Sitz des Gerichts war die Stadt Baumholder.
Sein Gerichtsbezirk umfasste die Bürgermeistereien Baumholder und Burg-Lichtenberg aus dem Landkreis St. Wendel.
Am Gericht bestand 1880 eine Richterstelle. Das Amtsgericht war damit ein kleines Amtsgericht im Landgerichtsbezirk.
Mit der Abtrennung des Saargebietes vom Deutschen Reich 1918 endete die Zuordnung zum Landgericht Saarbrücken. Zuständiges Landgericht war nun das Landgericht Koblenz. Im Jahre 1966 wurde das Amtsgericht Baumholder aufgehoben.